# Vågsäter bokskog
Vågsäter bokskog är ett naturreservat i Valbo-Ryrs socken i Munkedals kommun i sydvästra Dalsland. I reservatet finns utrotningshotade mossor och lavar och Sveriges nordligaste naturliga bokskog. 
Bokskogen är belägen på en östsluttning, cirka en kilometer söder om gården Vågsäter i Valbo-Ryr. Skogen är med största sannolikhet spontan och som sådan landets nordligaste belägna. Bokskogen har inte skötts i skoglig mening och har många förmultnade eller stående döda träd. Naturskogskaraktären förstärks dessutom av ett flertal sällsynta eller mindre allmänna mossor och lavar knutna till bokstammarna.
Området ingår i EU:s ekologiska nätverk av skyddade områden, Natura 2000 och förvaltas av Västkuststiftelsen.